# Vincent Valladon
Vincent Valladon est un acteur et mannequin français, né le 13 mars 1994 .

## Biographie
Dès l'âge de 3 ans, il commence par des publicités télévisuelles ainsi que des photos de mannequinat. C'est à 9 ans qu'il est repéré par un agent artistique.
Il fait ses débuts au cinéma  dans Fanfan La Tulipe, aux côtés de Pénélope Cruz et de Vincent Pérez, puis joue dans  Jacquou le Croquant de Laurent Boutonnat, cette fois-ci aux côtés de Gaspard Ulliel . Dans Big City de Djamel Bensalah avec Eddy Mitchell, il incarne un enfant-héros.
Il tourne également avec Laurence Boccolini, Pascal Légitimus ou encore Michel Serrault dans divers films ou téléfilms. Il joue de fin 2011 à 2012 dans Ouifi, une série pour France 3.

## Filmographie

### Cinéma
- 2003 : Fanfan la Tulipe de Gérard Krawczyk : Rouquin
- 2006 : Jacquou le Croquant de Laurent Boutonnat : Touffu
- 2007 : Big City de Djamel Bensalah : James Wayne
- 2018 : Première Année de Thomas Lilti
- 2019 : Notre fame de Valérie Donzelli : Thomas

### Télévision
- 2005 : Joséphine, ange gardien, épisode Tous en chœur (8.2)
- 2006 : Mademoiselle Joubert [3], épisode Le Nouveau (1.1)
- 2007 : Monsieur Léon : Adrien
- 2008 : J'ai pensé à vous tous les jours de Jérôme Foulon : Cédric
- 2010 : Beauregard de Jean-Louis Lorenzi : Daniel
- 2010 : Nova Eva de Guillaume Martinez : Tom
- 2011-2012 : Ouifi de Basile Tronel : Abitzu
- 2012 : Les Limiers de Alain Desroches : Kevin [4],[5],[6]
- 2014 : Show Off de Joan Faggianelli : Jean
- 2014 : Petits secrets entre voisins de Jérôme Debusschère : Valentin
- 2016 : Sam, épisode 2

### Clip
- Zinedin, clip de Pascal Obispo

### Institutionnels
- Manix (film institutionnel)
- Sédif (film institutionnel)

## Doublage

### Série d'animation
- La Guerre des Dinosaures : Stanley Moreau

## Publicité
- BNP Paribas
- Conforama (TV)
- Dany (TV)
- Parc Disneyland (TV)
- France 5 (TV)
- Kiri (TV)
- Le journal de Mickey (TV)
- Lustucru (TV)
- Mattel (TV)
- Mont Blanc (TV)
- Nestcafé Open up (TV)
- Régilait (TV)
- Lancay
- Manix
- Don d'organes
- Mc donald's
- Renault
- Kellogs
- Cartable batman

## Photos publicitaires
- Sonia Rykiel (photos)
- Télé 2 (photos)
- Noos (photos)
- Monoprix (photos)
- Jacadi (photos)
- Youpi (photos)

## Pubs voix et doublages
- Va vis et deviens : rôle principal (cinéma)
- Norauto (radio)
- Peur(s) du noir (dessin animés)